# Gerd Weiland (Politiker)
Gerd Weiland (* 2. Januar 1940 in Hamburg) ist ein deutscher Politiker (SPD) und Rechtsanwalt.

## Leben und Beruf
Nach seinem Abitur 1960 absolvierte Weiland ein Studium der Rechtswissenschaften. 1965 und 1970 legte er seine juristischen Staatsexamina ab. Es folgte 1967 seine Promotion zum Thema „Regelungskompetenzen der Bundesbank“.
Er war von 1968 bis 1971 in der chemisch-pharmazeutischen Industrie tätig. Danach arbeitet er als freiberuflicher Rechtsanwalt.
Weiland ist verheiratet und hat zwei Kinder. Sein Sohn Nils Weiland ist ebenfalls Rechtsanwalt und seit November 2021 Co-Vorsitzender der Hamburger SPD.

## Politik
Von 1970 bis 1997 war Weiland Mitglied der Hamburgischen Bürgerschaft. Er saß unter anderem im Bürgerausschuss und war von 1972 bis Januar 1994 mit kleinen Unterbrechungen Vorsitzender des Haushaltsausschusses.
Einer breiteren Öffentlichkeit bekannt wurde Weiland als Vorsitzender der parlamentarischen Untersuchungskommission zum sogenannten Stoltzenberg-Skandal. Dabei ging es um die Ursachen, die zum Tod eines Jungen auf dem erheblich verseuchten Gelände einer ehemaligen Giftgasfabrik in Hamburg-Eidelstedt geführt hatten. Im Schulterschluss mit dem damaligen CDU-Abgeordneten Martin Willich deckte Weiland erhebliche Versäumnisse von Politik und Verwaltung auf. Für die im Untersuchungsausschuss benannten mutmaßlichen Schuldigen blieb das Ergebnis allerdings weitgehend folgenlos.